# École poétique souabe
L´École poétique souabe (Schwäbische Dichterschule) est un cercle littéraire relativement fermé de poètes romantiques allemands qui s'est constitué entre 1805 et 1808 à l'Université de Tübingen autour de Justinus Kerner et de Ludwig Uhland.
On lui rattache des poètes tels que Eduard Mörike, Gustav Schwab, Karl von Ense et Wilhelm Hauff. Certains membres de cette école fondèrent un peu plus tard le cercle poétique de Serach auquel appartinrent des personnalités telles que Nikolaus Lenau, le comte Alexandre de Wurtemberg ou encore Hermann Kurz.
La renommée littéraire atteinte par ce groupe ne faisait cependant pas l'unanimité comme le montrent les attaques de Heinrich Heine dans son journal Schwabenspiegel où la polémique était notamment alimentée par Karl Mayer.